# Камзолка (село)
Камзо́лка — село Сокольского сельсовета Сердобского района Пензенской области.

## География
Село расположено на юго–западе Сердобского района, по левому берегу реки Камзолки. Расстояние до районного центра город Сердобск — 22,5 км, до административного центра сельсовета села Соколка — 3 км .

## История
По исследованиям историка — краеведа Полубоярова М. С., в начале XVIII века на месте современного села епископом Крутицкого и Переяславль–Рязанского монастыря, а также тремя помещиками основано село Никольское, Камзола тож. Между 1721 и 1745 годами помещиками М. Г. Костеревой, П. М. Жадовским, И. И. и И. П. Хотяинцевыми и Астаповым основана деревня Камзолка. В 1769 году крестьяне деревни Камзолки Нижнеломовского уезда подали прошение о строительстве церкви во имя Николая Чудотворца. На плане Генерального межевания в 1790 году обозначено как село Никольское, Камзолка тож Сердобского уезда Саратовской губернии. В 1795 году — село Никольское, Камзола тож, две общины: надворного советника Ивана Федоровича Агаркова, 36 дворов, 166 ревизских душ и экономических крестьян — 55 дворов, ревизских душ — 243. До отмены крепостного права село принадлежало помещикам Каткову, А. Редрикову, Хотяинцеву, В. Редрикову (Критской), Полубояринову, также проживали бывшие экономические крестьяне. В 1859 году — владельческое и казённое село Никольское (Камзолка) при речке Камзолке, 194 двора, число жителей — 1642, из них 730 — мужского пола, 912 — женского. В 1878 году тщанием прихожан построена деревянная церковь, однопрестольная, с колокольней во имя Николая Чудотворца (перестроена в 1903 году), в селе имелись церковно-приходская и земская школы. В 1911 году — село Камзолка (Никольское) Сокольской волости Сердобского уезда Саратовской губернии, в селе церковь, земское двухклассное училище; состояло из 5 бывших помещичьих общин и 1-й бывших государственных крестьян. В бывших помещичьих общинах показано 96 дворов, число душ — 590, из них мужского пола — 270, женского — 320, площадь посевов крестьян всего — 284 десятины, из них на надельной земле — 240 десятин, на купленной — 26 десятин, на арендованной — 18; имелось 25 железных плугов, 2 сеялки, 2 жнейки, 1 молотилка и 3 веялки; в общине бывших государственных крестьян состояло 320 дворов, число душ — 2018, из них 1000 — мужского пола, 1018 — женского, площадь посевов у крестьян — 1596 десятин, из них на надельной земле — 1532 десятины, на арендованной — 64 десятины; имелось 10 железных плугов, 2 сеялки, 5 молотилок, 20 веялок. До 1923 года село — в составе Сокольской волости, затем вошло в Сердобскую волость. В 1928 году — центр Камзольского сельсовета Сердобского района Балашовского округа Нижне-Волжского края (с 30 июля 1930 года Балашовский округ упразднён, район вошёл в Нижне-Волжский край). С 1934 года — село Камзолка Сердобского района Саратовского края, а с 1936 года — Саратовской области. В феврале 1939 года село Камзолка, центр Камзольского сельсовета Сердобского района, вошло в состав вновь образованной Пензенской области. В 1955 году село Камзолка в составе Сокольского сельсовета Сердобского района, центральная усадьба колхоза «Вторая пятилетка». С 1970-х годов и до 2010 года село входило в состав Карповского сельсовета, 22 декабря 2010 года сельсовет упразднён, территория передана в Сокольский сельсовет.

## Население
| 1795 | 1859  | 1877  | 1886  | 1897  | 1911  | 1926  |
| ---- | ----- | ----- | ----- | ----- | ----- | ----- |
| 818  | ↗1466 | ↗1630 | ↗1805 | ↗2268 | ↗2608 | ↗2825 |
| 1939 | 1959  | 1979  | 1989  | 1996  | 2002  | 2010  |
| ↘580 | ↗712  | ↘476  | ↘369  | ↘332  | ↘296  | ↘236  |

## Инфраструктура
В селе Камзолка имеются центральное водоснабжение, сетевой газ. В селе располагаются дом культуры, библиотека, фельдшерско-акушерский пункт, аптека. Через село проходит асфальтированная трасса регионального значения «Тамбов-Пенза-Колышлей-Сердобск-Беково».

## Улицы
- Лесная;
- Луговая;
- Набережная;
- Новая;
- Светлая.

## Достопримечательности
- Храм во имя Николая Чудотворца. 1878 год.